# Franz Muncker
Franz Muncker (Bayreuth, 4 de dezembro de 1855 - Munique, 7 de setembro de 1926) foi um historiador da literatura alemã.

## Biografia
A partir de 1873, ele estudou alemão antigo e línguas românicas, sob a orientação de Konrad Hofmann e línguas modernas, com Michael Bernays na Universidade de Munique, recebendo seu doutorado em 1878. Em 1890 foi nomeado o sucessor de Bernays em Munique, onde trabalhou como professor de história moderna da literatura alemã (1896-1926).

## Principais obras
A partir de 1886, em 1924, ele trabalhou em uma edição de 23 volumes do escritor Gotthold Ephraim Lessing, intitulado Gotthold Ephraim Lessing sämtliche Schriften. Em seguida, ele fez uma biografia sobre Wagner: Eine Skizze sua Lebens und Wirkens (1891), que também foi traduzido para o inglês e publicado como Richard Wagner; um esboço de sua vida e obras.
As outras grandes obras de Müncker são os seguintes:
- Joufrois : Altfranzösisches rittergedicht (com Konrad Hofmann, 1880) .
- Johann Kaspar Lavater. Eine Skizze sua Lebens und Wirkens, 1883.
- Friedrich Gottlieb (Anônimo) Publicação. A história de seu Lebens und seiner Schriften, 1888.
- Friedrich Rückert, 1890.[2][3]

Ele também foi o autor de várias biografias no Allgemeine Deutsche bqf p, e escreveu a introdução das seguintes coleções literárias:
- H. von Kleists sämtliche werke (4 volumes, 1882-83).
- Klopstocks gesammelte Werke (4 volumes, 1887-90).
- Wielands gesammelte werke (6 volumes, 1888-89).
- Briefwechsel zwischen Schiller e Goethe (em 4 volumes, 1892).
- Immermanns ausgewählte Werke, (6 volumes, 1893).